# Kimeru
Kimeru (キメル) es un famoso músico de pop japonés principalmente reconocido por su trabajo con The Prince of Tennis.

## Biografía
Kimeru nació en el 17 de junio de 1980 en Kumamoto-ken en Japón. Después de grauduarse de la secundaria, Kimeru originalmente se volvió cartero debido a su amor por la correspondencia. Pero decidió seguir una carrera como cantante, y tomó el nombre de escena Kimeru, que significa "decidir" en japonés. El nombre de nacimiento de Kimeru, al igual que gran parte de su información personal, es desconocido.
En el 5 de diciembre de 2001 Kimeru lanzó su primer sencillo, You got game? con Absolute Productions/Birdie House Inc. La canción fue usada como canción de cierre de テニスの王子様　(The Prince of Tennis, comúnmente llamado "TeniPuri" o "AniPuri"), que está basado en un manga del mismo nombre creado por Takeshi Konomi. Este lanzamiento un año después fue seguido con Make You Free, que también fue usado como canción de apertura para los futuros episodios de TeniPuri.
En la primavera del 2003 (otoño en el hemisferio sur) Kimeru fue protagonista como Shusuke Fuji en la producción musical de TeniPuri (comúnmente llamado Tenimyu). Con el aumento de popularidad del musical trajo creciente popularidad a su música, y en el 27 de noviembre de 2003 Kimeru lanzó su primer miniálbum, The Beginning (que significa "El Comienzo", en inglés). Más tarde lanzó las partituras de piano para este miniálbum.
El final del 2003 también trajo tragedia al TeniMyu. El actor para el papel principal, Yanagi Kotarou, fue golpeado por un auto y estuvo en una condición crítica durante meses. Dado que los ensayos del segundo musical ya estaban muy desarrollados y las fechas ya habían sido puestas, Kimeru debió tomar el papel de Echizen Ryoma. A Kimeru lo golpeó fuerte el accidente de su amigo, y cuando lanzó su tercer single, OVERLAP (una canción para Yu-Gi-Oh!), él le dedicó su canción dual, OATH IN THE STORM, a Yanagi. Kimeru regresó a su papel de Fuji una vez que un reemplazo de Ryoma Echizen fue encontrado para el siguiente musical.
A fines de abril/principio de mayo de 2004, Kimeru fue en su mismísimo primer tour, OVERLAP. Con solo tres fechas (una en Nagoya, Osaka, y Tokio), le abrió el camino a giras reales como cantante profesional. En el 25 de agosto de 2004 lanzó su cuarto single, Be Shiny, así como su primer DVD con footage en vivo y videos musicales. Para celebrar el lanzamiento de su nuevo material, salió en otro tour en septiembre y noviembre del 2004.
En el invierno del 2004 (verano en el hemisferio sur), Kimeru se retiró de su papel de Fuji en TeniMyu. Sin perder tiempo, Kimeru lanzó su quinto single The Pleasure of Love ("El Placer Del Amor"), y también otro tour de nuevo, agregando dos nuevas paradas a su ruta (Sendai & Fukuoka). La popularidad de Kimeru fue creciendo, y en el 21 de mayo de 2005, tocó en su primer seated live house (Shibuya Public Hall en Tokio). Este live fue más tarde lanzado en DVD.
En el verano del 2005 Kimeru fue contrtado oficialmente en la discográfica Nippon Crown (Crown Records) bajo "Crown Gold". Trabajar en una discográfica más grande y reconocida probó ser positivo para Kimeru, y con el lanzamiento de su sexto single Answer will come, se puso en su tour especial Kimeru-Land☆SUMMER ERUPTION 2005, completo con juegos y ventas de antiguo merchandise. Agregó una parada extra en Hiroshima y tocó en dos días distintos para Nagoya y Tokio.
Invierno del 2005 le trajo inclusive más triunfo a Kimeru. Después de lanzar su séptimo single, LOVE BITES, lanzó por primera vez su álbum completo, glorious. A principios del 2006 se fue en aún otro tour para promocionar glorious, y también ganó un premio en el Nippon Crown por "Rookie of the Year." ("Novato del Año"). Más tarde lanzó las partituras de piano para el álbum.
La primavera del 2006 (otoño para el hemisferio sur) probó ser muy ocupada para Kimeru. Mientras que su programa de radio regular "Kimeruのキラキラ☆レコーディング (Kimeru no KiraKira*Recording)" finalizó, Kimeru se volvió un invitado regular para programas de lae emisoras bayFM, FM Fukuoka y FM Kumamoto. También cantó la canción STYLE, la canción de cierre para el nuevo anime "MUSASHI", creado por Monkey Punch, como también lanzó su nuevo single 恋のパフォーマンス～to be with you～ (Koi no Performance ~to be with you~) y su DVD glorious films, una grabación de su tour "glorious". De algún modo en el medio de todo su trabajo, Kimeru hizo un tour otra vez, teniendo un especial en vivo en Tokio el 19 de abril (el día de lanzamiento de su nuevo single), y terminó su tour en Tokio otra vez. También lanzó su primer photobook, Prince of New Noble Glam Rock, a través de pia y R&R Newsmaker.
En el 24 de abril de 2006, Kimeru anunció que estaría haciendo so primera presentación en vivo fuera de Japón en China. Su visita acaeció después de que sus fanes en China continuamente enviaron cartas y regalos a un lugar en Pekín llamado el "Japanese Music Information Center (JAMIC)" ("Centro de Información de Música Japonesa"). Después de algunas consultas, fue finalmente decidido que Kimeru visitaría ambos Pekín y Chongqing. Estas fueron noticias increíbles, y un gran paso en la carrera de Kimeru.
Ha participado como seiyū en la serie Nanbaka, estrenada en el otoño japonés de 2016, interpretando al personaje Kiji Mitsuba.

## Discografía
You Got Game? (Single // 5 de diciembre de 2001 // NECM-12022) 
  1. You got game?

  2. CHAIN OF MIND

  3. You got game? (Karaoke)

  4. CHAIN OF MIND (Karaoke)
Make You Free (Single // 4 de diciembre de 2002 // NECM-12039) 
  1. Make You Free 

  2. Song for you ~愛すべき人へ~ 

  3. Make You Free (Karaoke) 

  4. Song for you ~愛すべき人へ~ (Karaoke)
The Beginning (Miniálbum // 27 de noviembre de 2003 // NECA-30099) 
  1. DECIDE ~first gate~ 

  2. You got game? 

  3. feel my soul ~闘いの中で~ 

  4. endless pain 

  5. Make You Free 

  6. KEY OF LIFE 

  7. Song for you ~愛すべき人へ~ K texture dub 
OVERLAP - Anime Version (Single // 25 de febrero de 2004 // NECM-12072) 
  1. OVERLAP 

  2. OATH IN THE STORM 

  3. OVERLAP (Karaoke) 

  4. OATH IN THE STORM (Karaoke)
OVERLAP - Artist Version (Single // 25 de febrero de 2004 // NECM-12071) 
  1. OVERLAP 

  2. OVERLAP LIVE 2003.12.06 

  3. feel my soul ~闘いの中で~ LIVE 2003.12.06 

  4. OVERLAP (Karaoke) 
Be Shiny (Single // 25 de agosto de 2004 // MTCS-1004) 
  1. Be Shiny 

  2. ミラーボール 

  3. Prism 

  4. beat a path 

  5. CHAIN OF MIND -LIVE- 
First Gate (DVD // 25 de agosto de 2004 // MTBS-1001) 
  1. Make You Free (PV) 

  2. You got game? (PV) 

  3. OVERLAP (PV) 

  4. ミラーボール (LIVE) 

  5. Make You Free -style004,LIVE edition- (LIVE) 

  6. KEY OF LIFE (LIVE) 

  7. You got game? (LIVE) 

  8. feel my soul~闘いの中で~ (LIVE) 
First Premium (DVD + Single // 25 de agosto de 2004 // MTBS-9001) 
  1. Make You Free (PV) 

  2. You got game? (PV) 

  3. OVERLAP (PV) 

  4. ミラーボール (LIVE) 

  5. Make You Free -style004,LIVE edition- (LIVE) 

  6. KEY OF LIFE (LIVE) 

  7. You got game? (LIVE) 

  8. OVERLAP (LIVE) 

Maxi Single 

  1. Be Shiny 

  2. ミラーボール 

  3. Prism 

  4. beat a path 
The Pleasure of Love (Single // 26 de febrero de 2005 // MTCS-1007) 
  1. The Pleasure of Love 

  2. Pink 

  3. Be Shiny (LIVE) 

  4. beat a path (LIVE) 
K's Ark 2005... Live! (DVD // 3 de agosto de 2005 // MTBS-1006) 
  1. DECIDE ~first gate~ 

  2. ミラーボール 

  3. Prism 

  4. Make You Free 

  5. OVERLAP 

  6. OATH IN THE STORM 

  7. endless pain 

  8. CHAIN OF MIND 

  9. Pink 

  10. The Pleasure of Love 

  11. KEY OF LIFE 

  12. Be Shiny 

  13. You got game? 

  14. beat a path 

  15. feel my soul~闘いの中で~ 

  EN. You got game? 
Answer will come (Single // 24 de agosto de 2005 // CRCP-10118) 
  1. Answer will come 

  2. Stand up -break away- 

  3. You got game? ~from K's Ark 2005~ 

  4. Answer will come(instrumental) 
LOVE BITES (Single + DVD // 2 de noviembre de 2005 // CRCP-10123) 
  1. LOVE BITES 

  2. Dream☆Lover 

  3. LOVE BITES (instrumental) 

DVD TRACKLISTING 

  1. Answer will come (KLSE Shibuya-AX 05.08.20/21) 

  2. Stand up -break away- (KLSE Shibuya AX 05.08.20/21) 
LOVE BITES (Single // 2 de noviembre de 2005 // CRCP-10126) 
  1. LOVE BITES 

  2. Dream☆Lover 

  3. LOVE BITES (instrumental) 
glorious (Album // 7 de diciembre de 2005 // CRCP-40132) 
  1. 本能 

  2. Be Shiny 

  3. くちびるパッション 

  4. Answer will come 

  5. OVERLAP 

  6. LOVE BITES 

  7. 風が止むまで 

  8. The Pleasure of Love 

  9. ミラーボール 

  10. Stand up! -break away- 

  11. COLOR 
恋のパフォーマンス～to be with you～ (Single // 19 de abril de 2006 // CRCP-10134)

  1. 恋のパフォーマンス～to be with you～

  2. HERO

  3. Pink ～from TOUR "glorious"～

  4. 恋のパフォーマンス～to be with you～ (instrumental)
glorious films (DVD // 19 de abril de 2006 // CRBP-10041)

  1. 本能

  2. くちびるパッション

  3. Answer will come

  4. OVERLAP

  5. LOVE BITES

  6. ミラーボール

  7. 風が止むまで

  8. Stand up! -break away-

  9. Be Shiny

  10. The Pleasure of Love

  11. COLOR
Timeless ( 4 de octubre de 2006)

  01. Timeless

  02. Dive into the Heart

Starry Heavens (15 de noviembre de 2006)

  01. Starry Heavens

  02. White Night

  03. Starry Heavens (instrumental)

君じゃなきゃダメなんだ～Kimi Janakya Dame Nanda!～ (8 de agosto de 2007)

  01. 君じゃなきゃダメなんだ～Kimi Janakya Dame Nanda!～

  02. All The Time

  03. Kimi Janakya Dame Nanda! (Instrumental)

  04. All The Time (Instrumental)

## Tours
Kimeru TOUR 2004 "OVERLAP"

24 de abril de 2004 - ell. FITS ALL, Nagoya

25 de abril de 2004 - OSAKA MUSE, Osaka

5 de mayo de 2004 - Shibuya O-East, Tokio
Kimeru TOUR 2004 "Be Shiny"

4 de septiembre de 2004 - E.L.L., Nagoya

5 de septiembre de 2004 - BIG CAT, Osaka

11 de septiembre de 2004 - Shibuya O-East, Tokio

3 de noviembre de 2004 - SHIBUYA-AX, Tokio

7 de noviembre de 2004 - E.L.L., Nagoya

Noviembre 14 - BIG CAT, Osaka
Kimeru TOUR 2005 "Pleasure!"

27 de febrero de 2005 - SHIBUYA-AX, Tokio

5 de marzo de 2005 - MA.CA.NA, Sendai

12 de marzo de 2005 - E.L.L., Nagoya

13 de marzo de 2005 - BIG CAT, Osaka

21 de marzo de 2005 - DRUM Be-1, Fukuoka
K's Ark 2005

21 de mayo de 2005 - Shibuya Public Hall, Tokio
Kimeru-Land☆SUMMER ERUPTION 2005

6 de agosto de 2005 - DRUM Be-1, Fukuoka

7 de agosto de 2005 - Namikijan Kushon, Hiroshima

13 de agosto de 2005 - BIG CAT, Osaka

20 de agosto de 2005 - SHIBUYA-AX, Tokio

21 de agosto de 2005 - SHIBUYA-AX, Tokio

28 de agosto de 2005 - CLUB JUNK BOX, Sendai

3 de septiembre de 2005 - E.L.L., Nagoya

4 de septiembre de 2005 - E.L.L., Nagoya

Kimeru TOUR 2006 "glorious"

2 de enero de 2006 - Kouseinunkin Hall, Tokio (New Years Special)

9 de enero de 2006 - BIG CAT, Osaka

14 de enero de 2006 - Diamond Hall, Nagoya

21 de enero de 2006 - CLUB JUNKBOX, Sendai

22 de enero de 2006 - CLUB JUNKBOX, Niigata

28 de enero de 2006 - Namiki Junction, Hiroshima

29 de enero de 2006 - DRUM Be-1, Fukuoka

Kimeru TOUR 2006 "BEAT PERFORMANCE"

19 de abril de 2006 - O-WEST, Tokio (Release Special)

30 de abril de 2006 - DRUM LOGOS, Fukuoka

1 de mayo de 2006 - Namiki Junction, Hiroshima

3 de mayo de 2006 - BIG CAT, Osaka

4 de mayo de 2006 - Diamond Hall, Nagoya

7 de mayo de 2006 - CLUB JUNK BOX, Sendai

14 de mayo de 2006 - CLUB JUNK BOX, Niigata

28 de mayo de 2006 - Tokio International Forum Hall C, Tokio

Kimeru-Land☆SUMMER DREAM 2006

22 de julio de 2006 - Shinkiba STUDIOCOAST, Tokio